# Унслебен
Унслебен (нем. Unsleben) — община в Германии, в земле Бавария.
Подчиняется административному округу Нижняя Франкония. Входит в состав района Рён-Грабфельд. Подчиняется управлению Хойстрой. Население составляет 918 человек (на 31 декабря 2010 года). Занимает площадь 8,93 км².
На окраине поселения расположена его главная достопримечательность — одноимённый «замок на воде».

## Население
По оценке на 31 декабря 2015 года население общины Унслебен составляет 939 чел. 

| Дата      | 1840 | 1871 | 1900 | 1925 | 1939 | 1950 | 1961 | 1970 | 1987 | 2011 |
| --------- | ---- | ---- | ---- | ---- | ---- | ---- | ---- | ---- | ---- | ---- |
| Население | 910  | 895  | 886  | 898  | 914  | 1181 | 1056 | 1016 | 871  | 946  |

| Год       | 1960 | 1970 | 1980 | 1990 | 2000 | 2009 | 2010 | 2011 | 2012 | 2013 | 2014 | 2015 |
| --------- | ---- | ---- | ---- | ---- | ---- | ---- | ---- | ---- | ---- | ---- | ---- | ---- |
| Население | 1047 | 999  | 874  | 901  | 963  | 925  | 918  | 954  | 924  | 933  | 946  | 939  |